# Davidson Jun Marques
Jun Marques Davidson (sinh ngày 7 tháng 6 năm 1983) là một cầu thủ bóng đá người Nhật Bản.

## Sự nghiệp câu lạc bộ
Jun Marques Davidson đã từng chơi cho Omiya Ardija, Albirex Niigata, Vissel Kobe, Consadole Sapporo, Carolina RailHawks, Tokushima Vortis, Vancouver Whitecaps, Carolina RailHawks, Siam Navy và Charlotte Independence.